# Schloss Dargislaff
Schloss Dargislaff (polnisch Pałac w Dargosławiu) ist ein Herrenhaus im polnischen Dargosław, Gmina Brojce (Broitz), Powiat Gryficki (Greifenberger Kreis). Historisch gehörte der Ort zum Kreis Greifenberg in der preußischen Provinz Pommern.
Das Gut Dargislaff wurde  von Herzog Barnim dem Kloster Belbuck zu Lehen gegeben. Im Jahr 1497 gelangte das Gut an die Familie von Wachholz. Ab 1634, noch während des Dreißigjährigen Kriegs, war die Familie von Ploetz im Besitz des Guts. Wie in ganz Pommern, führte der Erste Nordische Krieg zu Besitzerwechseln in Dargislaff. Ab 1717 war die Familie von Waldow Besitzer, danach wieder die Familie von Wachholz. Ab 1794 war die Familie von Borcke Besitzer, danach die Familie von Braunschweig und ab 1798 die Familie von Grünental. Dargislaff wurde ein Allod. Anfang des 19. Jahrhunderts waren die Familien von Franseki, von Wrichen, Neste und von Bittenfeld Besitzer. Schließlich war ab 1882 Theodor Birnbaum Eigentümer. Das Herrenhaus wurde im 19. Jahrhundert neu errichtet und lässt viele Spuren der wechselnden Besitzer erkennen.